# (36394) 2000 OP42
2000 OP42 (asteroide 36394) é um asteroide da cintura principal. Possui uma excentricidade de 0.19530280 e uma inclinação de 5.49270º.
Este asteroide foi descoberto no dia 30 de julho de 2000 por LINEAR em Socorro.